# Gary Smulyan

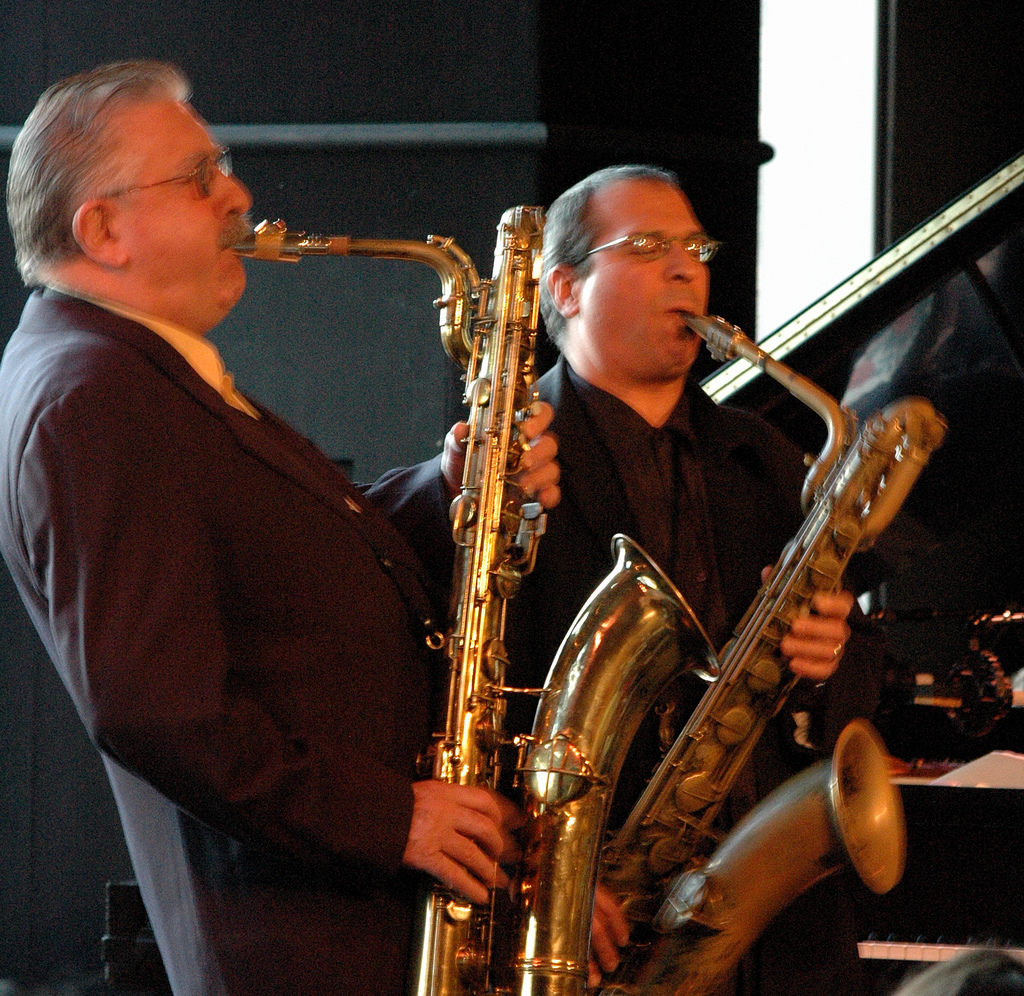
Joe Temperley en Gary Smulyan (rechts) in 2005

Gary Smulyan (Bethpage (New York), 4 april 1956) is een Amerikaanse jazzmusicus die de baritonsaxofoon bespeelt. Hij studeerde aan het SUNY  (Staats Universiteit van New York) en werkte vervolgens met Woody Herman samen. Hij was leider van een kwartet met Roland Hanna, Ray Drummond en Kenny Washington.
Smulyan is momenteel baritonsaxofonist in het Vanguard Jazz Orchestra, en speelde ook in de Mel Lewis Big Band. Hij is ook lid van de Dave Holland Big Band en de Dizzy Gillespie All Star Big Band.
Smulyans grootste voorbeeld was Pepper Adams. Toen deze overleed nam Smulyan een album op met de titel Homage. Elke track hierop bevat muziek van Adams.
Sinds 2006 is Smulyan artistiek directeur van de Berkshire Hills Music Academy in South Hadley, Massachusetts. Hij en zijn vrouw (de pianiste en dirigente Joan Cornachio) wonen met hun familie in Amherst.
Smulyan staat bekend om zijn bebop jazzstijl, en is naast speler ook regelmatig als gastdocent gevraagd aan conservatoria.

## Discografische selectie
- 1991: The Lure of Beauty (Criss Cross), met Jimmy Knepper, Mulgrew Miller
- 1991: Homage (Criss Cross) met Tommy Flanagan, Ray Drummond
- 1993: Saxophone Mosaic (Criss Cross) met Dick Oatts
- 1996: With Strings (Criss Cross)
- 1999: Blue Suite (Criss Cross) met Bob Stewart, John Clark
- 2002: The Real Deal (Reservoir) met Joe Magnarelli, Mike LeDonne, Dennis Irwin, Kenny Washington